# 라구 나폴레타노
라구 나폴레타노(이탈리아어: ragù napoletano) 또는 라구 알라 나폴레타나(이탈리아어: ragù alla napoletana)는 나폴리 지역의 라구이다. 라구 볼로녜세와 함께 이탈리아의 대표적인 소스로 꼽힌다. 나폴리 현지에서는 라우(나폴리어: rraù)라 불린다.
이탈리아 바깥의 지역에서는 고기 소스인 라구가 아닌 단순한 이탈리아식 토마토 소스를 나폴레타나 소스라 부르기도 한다.

## 사진

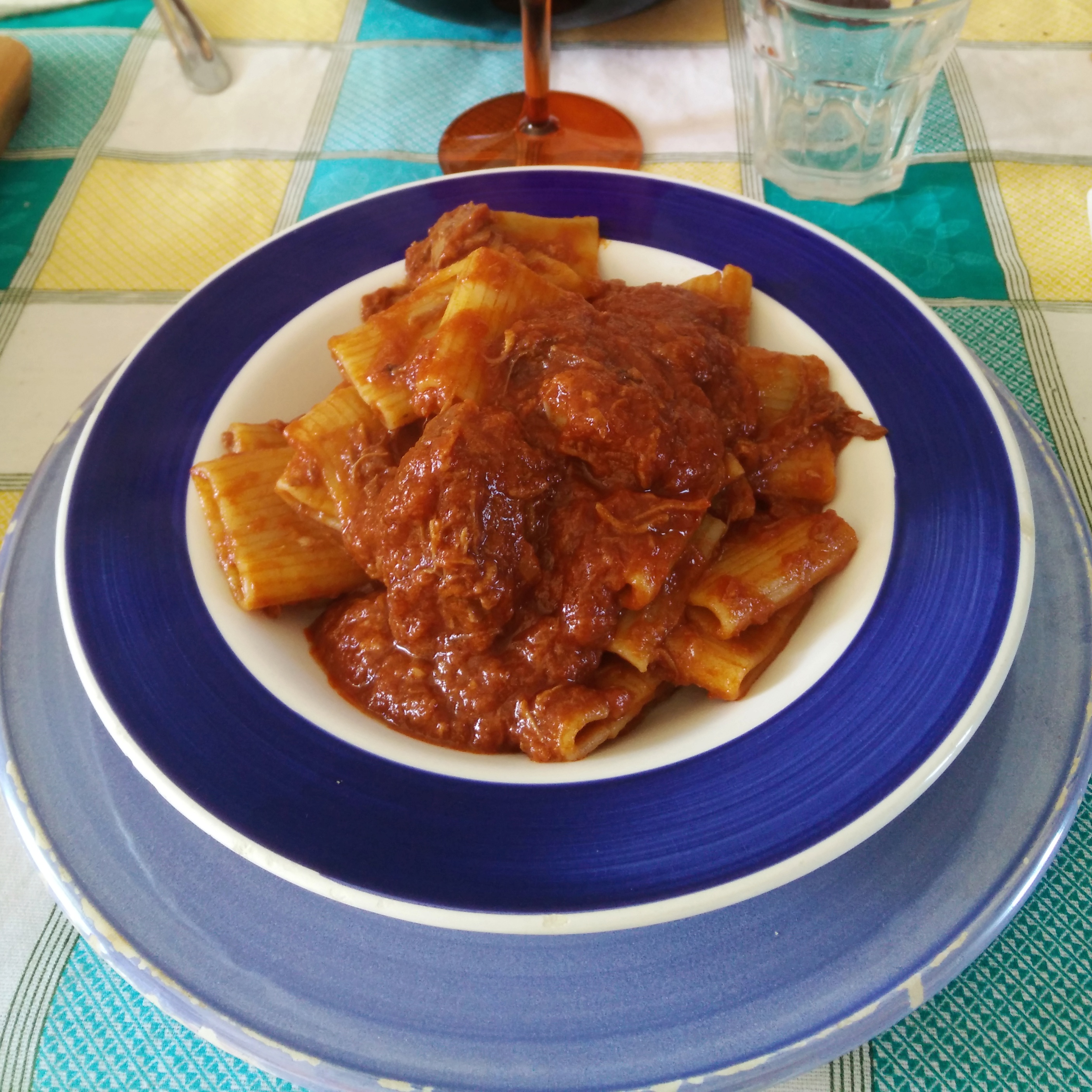
라구 나폴레타노를 곁들인 파케리

## 같이 보기
- 라구 볼로녜세
- 살사 알라 나폴레타나